# Canoas
Canoas egy község (município) Brazília Rio Grande do Sul államában, Porto Alegre metropolisz-övezetében (Região Metropolitana de Porto Alegre, RMPA). Népességét 2021-ben 349 728 főre becsülték, ezzel az állam harmadik legnépesebb községe volt Porto Alegre és Caxias do Sul után.

## Története
A mai községközpont vidékét 1735-ben kapta meg Francisco Pinto Bandeira, mint királyi földadományt (sesmaria), a terület azonban csak a spanyolokkal való harcok lecsengése után (1776) kezdett fejlődni. Ekkor még nagyon gyéren lakták; a birtokosok fő foglalkozása az állattenyésztés volt, és Nossa Senhora dos Anjos (a mai Gravataí) plébániájához tartoztak. 1781-ben a birtokokat kiterjesztették a Sinos, Gravataí és Garças folyókig. Az 1820-as évektől kezdve német telepesek is érkeztek a környékre.
A későbbi Canoas területe több, akkoriban még igen nagy kiterjedésű község között volt felosztva: egy része az 1846-ban alakult São Leopoldohoz, más részei az 1875-ben létrejött São Sebastião do Caíhoz és az 1880-ban megalakult Gravataíhoz tartoztak. A ligetes szavannán csak 1871-ben kezdett kialakulni a tulajdonképpeni Canoas települése, az akkor épülő Porto Alegre–São Leopoldo vasútvonal mentén. 1907-ben Otávio de Faria újságíró már gyönyörű településként írja le, kellemes tanyákkal és egy csodálatos templommal. Ekkor mintegy 600 lakosa volt, és sok gazdag Porto Alegre-inek volt itt nyaralóháza.
1912-ben Gravataí kerületévé nyilvánították. 1937-ben ide telepítették a 3. katonai repülőezredet (RAV), a mai 5. regionális légi parancsnokságot (V Comar). 1939-ben függetlenedett Gravataítól és 1940-ben önálló községgé alakult, magához csatolva São Sebastião do Caí egyik kerületét is (ez a kerület 1992-ben Nova Santa Rita néven függetlenedett). Porto Alegre közelsége miatt lakossága nagy léptekkel nőtt, azonban a 20. század nagy része során csak az állami főváros alvóvárosának szerepét töltötte be. A 20. század végén azonban fontos ipari központ lett, mivel a folyamatosan fejlődő gazdaság felkeltette a brazil és a multinacionális vállalatok érdeklődését. A 2020-as években az állam harmadik legmagasabb GDP-jével rendelkezik (országos szinten a 47. helyen áll).

## Leírása
Székhelye Canoas, további kerületei nincsenek. Porto Alegretől 14 kilométerre északra található, attól a Gravataí folyó választja el. Nyugati határa a Rio dos Sinos, amely itt ömlik a Jacuí-deltán keresztül a Guaíba-tóba. Északon egy mocsaras terület határolja. A 21. században gazdasága a szolgáltatásokra és az iparra összpontosul; a község lakosainak 100%-a városon lakik. Fontos oktatási központ; öt egyetem működik területén.
A „repülés városaként” (Cidade do Avião) is ismerik, mivel itt van a Canoas légitámaszpont, továbbá a Porto Alegre-i Salgado Filho nemzetközi repülőtértől csak néhány kilométer választja el. Canoas számos terét díszítik kiállított repülőgépek.